# Libuac
Libuac, antes conocido como Libuak, es un barrio (Barangay Libuac) de la ciudad de Surigao  situado en una isla adyacente al noroeste de la de Mindanao. Forma parte de  la provincia de Surigao del Norte en la Región Administrativa de Caraga, también denominada Región XIII. Para las elecciones está encuadrado en el Segundo Distrito Electoral.

## Geografía
Libuac se encuentra 12 kilómetros al norte de la ciudad  en el extremo norte, en su término se encuentra cabo Agukán, de la isla de Hikdop. Esta isla  está situada al sur de la bahía de Aguasán, al este del estrecho de Surigao y al norte del canal de Hinatuán.
Su término, que cuenta con una extensión superficial de 0.8712 km², linda al norte con el barrio de Catadmán y con la bahía de Aguasán; al sur con el barrio de Alang-alang; al este con los barrios de Alegría y de Bilabid; y al oeste con la isla de Danaguán en el estrecho de Suriagao.

### Población
El año 2000 dicho barrio contaba con 913 habitantes que ocupaban  156 hogares. En 2007 son 889 personas, 991 en 2010.

## Historia
A finales del siglo XIX  formaba parte del  Tercer Distrito o provincia de Surigao: Con sede en la ciudad de Surigao comprendía el noreste y el este de la isla de Mindanao y, además, las de Bucas, Dinágat, Ginatúan, Gipdó, Siargao, Sibunga y varios islotes entre los que se encontraba Hikdop.
En 1956 el sitio de Libuac pasa a la categoría de  barrio.